# Завгородний, Владислав Евгеньевич
Владислав Евгеньевич Завгородний (2 апреля 1974) — украинский футболист, полузащитник.

## Игровая карьера
Начинал играть в командах «Локомотив» (Знаменка), «Дружба-Хлеб» (Магдалиновка) и «Динамо» (Одесса).
В 1999 году сыграл в матче высшей лиги чемпионата Украины СК «Николаев» — «Металлист» (Харьков) (07.03.1999, 0:2) в составе «Николаева».
В 2000 году играл в высшей лиге чемпионата Казахстана за «Батыр» за «Жетысу».